# Norman Paech

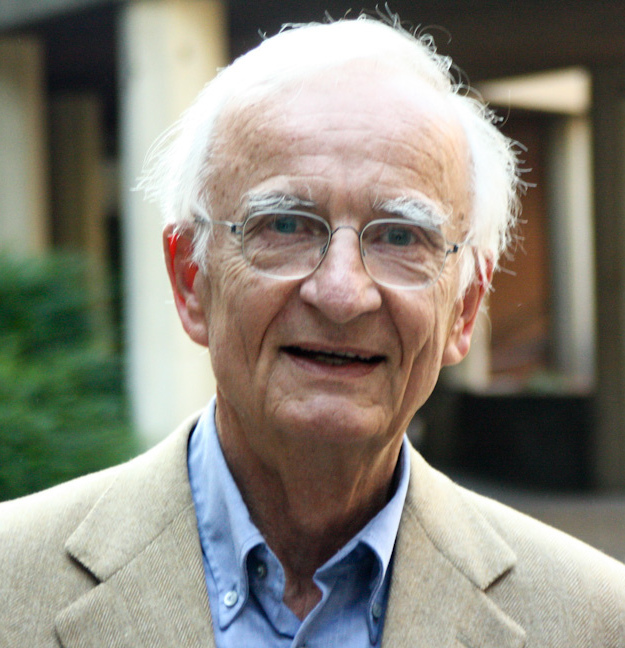
Norman Paech (2010)

Norman Paech (* 12. April 1938 in Bremerhaven) ist Jurist und emeritierter deutscher Professor für Politikwissenschaft und für Öffentliches Recht an der Universität Hamburg. Er war seit 2005 Politiker der Partei Die Linke (zuvor PDS), bis zu seinem Austritt am 27. Juni 2024.

## Studium und wissenschaftliche Laufbahn
Nach dem Abitur 1957 in Hamburg studierte Paech Geschichte und Rechtswissenschaft an der Universität Tübingen sowie in München und Paris. Von 1959 setzte er das Studium der Rechtswissenschaft in Hamburg fort und schloss es 1962 mit dem ersten juristischen Staatsexamen ab.
Anschließend arbeitete er als wissenschaftlicher Mitarbeiter an der Universität Hamburg, wo er 1965 mit seiner Dissertation zum Thema Tarifautonomie und staatliche Intervention – Ein Beitrag zum Problem der Zwangsschlichtung von Arbeitsstreitigkeiten promoviert wurde. Nach der Promotion absolvierte er das Referendariat und legte 1967 das zweite juristische Staatsexamen ab.
Nach einem Zusatzstudium am Deutschen Institut für Entwicklungspolitik von 1967 bis 1968 in Berlin war er von 1968 bis 1972 im Bundesministerium für wirtschaftliche Zusammenarbeit tätig.
Im Jahr 1972 wechselte er als wissenschaftlicher Mitarbeiter an die Forschungsstelle der Vereinigung Deutscher Wissenschaftler in Hamburg, wo er 1974 einen Lehrauftrag für Politische Wissenschaft an der Fakultät für Rechtswissenschaften II (FB 17) der Universität Hamburg erhielt. Er war dort von 1975 bis 1982 Professor für Politische Wissenschaft in der Einstufigen Juristenausbildung.
Im Jahr 1982 wurde Paech zum Professor für Öffentliches Recht an der Hochschule für Wirtschaft und Politik (HWP; seit 2005: Department Wirtschaft und Politik der Universität Hamburg) ernannt. Seit 2005 ist er emeritiert.
Nach den Jugoslawienkriegen trat Paech seit Mitte der 1990er Jahre als Kritiker der Art der juristischen Aufarbeitung durch den Internationalen Strafgerichtshof für das ehemalige Jugoslawien hervor, besonders kritisierte er den Verfahrensverlauf gegen den ehemaligen serbischen Präsidenten Slobodan Milošević.
Im April 2022 gehörte Paech zu den Unterzeichnern eines offenen Briefes, in welchem Bundeskanzler Olaf Scholz aufgefordert wurde, im Zuge des russischen Überfalls auf die Ukraine der Ukraine keine Waffen zu liefern sowie die Regierung in Kiew zu ermutigen, den militärischen Widerstand – gegen die Zusicherung von Verhandlungen über einen Waffenstillstand und eine politische Lösung – zu beenden.

## Politik

Norman Paech auf der Abschlusskundgebung des Hamburger Ostermarsches am 9. April 2007

Paech wurde 1969 Mitglied der SPD und gehörte von 1972 bis 1973 dem Landesvorstand der Jusos in Hamburg an. 2001 trat er wegen des von der rot-grünen Mehrheit im Bundestag beschlossenen Einsatzes der Bundeswehr in Afghanistan jedoch aus der SPD aus.
Paech zog im Jahr 2005 über die offene Landesliste Hamburg der Linkspartei.PDS in den 16. Deutschen Bundestag ein und war eine Wahlperiode lang (bis 2009) Mitglied des Deutschen Bundestages. Seit 2007 ist er Mitglied der Partei Die Linke.
Paech war außenpolitischer Sprecher der Linksfraktion und ihr Prozessbevollmächtigter im Organstreitverfahren gegen die Tornado-Einsätze in Afghanistan (Tornado-Klage) vor dem Bundesverfassungsgericht.
Neben Veröffentlichungen u. a. im FriedensForum und in Wissenschaft und Frieden, Reden auf Ostermärschen und Stellungnahmen im Ausschuss für Menschenrechte und humanitäre Hilfe des Bundestages ist er ständiger Referent im Friedensratschlag der AG Friedensforschung.
Paech ist Autor der jungen Welt, der Taz und des Neuen Deutschlands.

## Teilnahme an Ship-to-Gaza
Im Jahr 2010 war Paech mit Inge Höger und Annette Groth an Bord der Mavi Marmara, eines der von Israel aufgebrachten Schiffe der Hilfsflottille für den Gaza-Streifen, und wurde daraufhin in Israel inhaftiert. Er hatte beschlossen die Schiffsreise zur Durchbrechung der Blockade mitzumachen. Die Blockade des Gaza-Streifens erfüllte seiner Auffassung nach den Tatbestand eines Verbrechens gegen die Menschlichkeit, die Kaperung der Schiffe einen Verstoß gegen das Völkerrecht.
Die Flottille versuchte, die Seeblockade des Gazastreifens zu durchbrechen. Die Schiffe wurden von der israelischen Marine in internationalen Gewässern gewarnt und schließlich geentert, nachdem sie aufgefordert worden waren, den Kurs zu ändern. Paech war hierbei an Bord des Schiffs Mavi Marmara, auf dem dabei neun Menschen ums Leben kamen (Ship-to-Gaza-Zwischenfall). Nach seiner Rückkehr beschrieb er den Zwischenfall als „Akt der Piraterie“. Paech und die weiteren teilnehmenden Linkspolitiker wurden in einem Fernsehbericht des Senders 3sat dafür kritisiert, dass sie „im gleichen Boot mit Islamisten und Rechtsextremisten“ gesessen hätten und, „wenn es um ihre Ziele geht, offenbar wenig Berührungsängste“ zeigen würden. Auch die Zeitungen Die Welt und die tageszeitung thematisierten die „zweifelhaften Passagiere“ der Flotte. Zudem seien die kriegerisch-islamistischen Aussagen verschiedener beteiligter Organisatoren schwer mit dem Anspruch der Linkspartei zu vereinbaren, eine „Antikriegspartei“ zu sein.
Anlässlich einer von Höger gestellten Strafanzeige gegen das israelische Vorgehen kam die Bundesanwaltschaft Ende 2014 zu der Einschätzung, dass die Schiffe der Gaza-Flottille zwar als Handels-, nicht als Kriegsschiffe anzusehen seien, allerdings gemäß dem San Remo Manual auch diese militärische Objekte werden könnten, wenn sie versuchen, eine Handelsblockade zu brechen. Durch die Weigerung anzuhalten seien die Schiffe zu einem zulässigen militärischen Ziel geworden, weswegen die Flottille aufgebracht und wegen des von den Passagieren geleisteten Widerstandes auch angegriffen werden durfte.

## Funktionen und Mitgliedschaften
- Mitglied der Vereinigung demokratischer Juristinnen und Juristen (VDJ), von 1976 bis 1985 Vorsitzender
- Von 1985 bis 1993 Leitender Redakteur der Vierteljahresschrift Demokratie und Recht
- Mitglied im Wissenschaftlichen Beirat von Attac[11]
- Mitglied der „Freundschaftsgesellschaft Vietnam-BRD“
- Angehöriger des Wissenschaftlichen Beirats von International Association of Lawyers against Nuclear Arms (IALANA)
- Mitglied des Verbandes International Physicians for the Prevention of Nuclear War (IPPNW)
- Mitglied des Auschwitz Komitees
- ständiger Referent im Friedensratschlag der AG Friedensforschung
- Vorsitzender der Jury des Europäischen Tribunals über den NATO-Krieg gegen Jugoslawien
- Mitglied des Beirats der Deutsch-Palästinensischen Gesellschaft

## Positionen und Kritik

### Kosovo-Krieg
Paech war Vorsitzender der Jury des Europäischen Teils des inoffiziellen „Internationalen Tribunals über den NATO-Krieg gegen Jugoslawien“. Zum Kosovo-Einsatz der NATO unter Beteiligung der Bundeswehr vertrat Paech den Standpunkt des einstimmigen „Richterspruchs“, es habe sich um eine Aggression gegen einen souveränen Staat gehandelt, der gegen Völkerrecht und Verfassung verstoßen habe. Die Folgen des Konflikts im Kosovo sei durch die NATO-Intervention außerdem noch verschlimmert worden. Auch die seiner Meinung nach während der Kriegshandlungen erfolgten Angriffe auf zivile Ziele seien Verbrechen gewesen, die vom Haager Tribunal hätten aufgegriffen werden müssen. Er kritisierte auch den Prozess gegen Milosevic als fragwürdig, etwa weil keine jugoslawischen Richter zugelassen seien und der Angeklagte keinen Zugang zu den Medien habe.

### Rolle der UNO
Angesichts des Irak-Kriegs befasste sich Paech mit der Frage, ob die UNO aufgrund ihrer Ineffektivität bei der Sicherung des Friedens das Schicksal des Völkerbundes teilen werde. Er kommt zu dem Schluss, selbst wenn Sicherheitsrat und Veto letztlich den Irak-Krieg nicht verhindern konnten, so seien sie doch „die einzigen diplomatischen Institutionen gewesen, über die der Widerstand gegen die Kriegspolitik artikuliert, organisiert und verbreitert werden konnte.“ Bei bestehendem Willen der Völkergemeinschaft hätte über die UNO aber auch eine Verhinderung des Kriegs erreicht werden können, nach dem Vorbild der uniting for peace-Resolution Dean Achesons, die von 1950 bis 1997 mehrfach zur Anwendung gekommen sei und gewohnheitsrechtliche Geltung gewonnen habe (Notstandssondertagungen auf der Basis der Resolution 377 V). Der „Untergang des VII. Kapitels der UNO-Charta“ sei aus dem Verlust des Kräftegleichgewichts nach dem Auseinanderbrechen der Sowjetunion verständlich. In einer Rekonstruktion der Entwicklung zeigt Paech auf, dass die UNO schon in der Frage der Weiterführung und Verschärfung der Sanktionen gegen den Irak nach 1999, als das Sanktionssystem des Art. 41 UNO-Charta „geradezu pervertiert“ worden sei, geschwächt, aber nicht handlungsunfähig war.

### Israel
Der Publizist Eike Geisel warf Paech 1993 anlässlich dessen Kritik an der israelischen Regierung vor, „die rechtsradikale Propaganda von der Schuld der Juden am Antisemitismus in leicht entschärfter Form“ zu empfehlen. Paech hält Verhandlungen mit der islamistischen Hamas für notwendig, um den Konflikt zwischen Israel und Palästinensern einer zivilen Lösung näher zu bringen.
Zur UNO-Teilungsresolution von 1947 hatte Paech aus dem Bericht eines UN-Komitees aus dem Jahr 1947 die Einschätzung zitiert, dass die Entscheidung für eine Teilung ohne vorherige Befragung des „palästinensischen Volkes“ gegen das „Selbstbestimmungsrecht der Völker“ (Artikel 1 der UN-Charta) verstoßen habe.
Die Schuld am Scheitern der UNO beim „Herbeiführen eines friedlichen Zusammenlebens“ sieht Paech nicht bei der Organisation selbst, sondern in der Politik der USA.
Der freie Journalist Jan-Philipp Hein warf Paech vor, im Terror gegen Israel lediglich Widerstand gegen Unterdrückung zu sehen und dies so absolut zu setzen, dass er antisemitische Strömungen im arabischen Raum völlig verkenne. Nach Heins Aussage habe Paech auf dem Höhepunkt des Libanonkriegs von 2006 behauptet, Antisemitismus gebe es im Nahen Osten nicht. Paech warf Hein hingegen Zitatfälschung vor – er habe diese Äußerung nie getätigt und sie gebe auch nicht einmal annähernd seine Einschätzung wieder.

### Distanzierung von der Antisemitismus-Resolution
Paech wurde von der Union, den Grünen und von Vertretern seiner eigenen Partei dafür kritisiert, dass er bei der Antisemitismus-Resolution des Bundestages zum 70. Jahrestag der Reichspogromnacht nicht anwesend war, sondern sich mit zehn anderen Abgeordneten seiner Partei davon distanzierte. Die Abgeordneten begründeten ihre Abwesenheit unter anderem damit, die CDU hätte die Resolution zu einer Wahlkampfveranstaltung degradiert.

## Privates
Paech ist verheiratet und lebt in Hamburg.

## Veröffentlichungen (Auswahl)

### Monografien
- Zusammen mit Helga Baumgarten: Völkermord in Gaza. Eine politische und rechtliche Analyse, Promedia, Wien 2025, ISBN 978-3-85371-542-0.
- Menschenrechte. Geschichte und Gegenwart – Anspruch und Realität. Papyrossa Verlag, Köln 2019, ISBN 978-3-89438-710-5.
- Zusammen mit Gerhard Stuby: Völkerrecht und Machtpolitik in den internationalen Beziehungen. VSA, Hamburg 2005, aktualisierte Ausgabe 2013, ISBN 978-3-89965-041-9, Rezension.[24]
- Die sozialen, ökonomischen und kulturellen Menschenrechte im Rechtssystem der internationalen Wirtschafts- und Handelsordnung. Bibliothek der Friedrich-Ebert-Stiftung, Bonn 2003, PDF-Datei.[25]
- Aktionsfeld Weltinnenpolitik – völkerrechtliche Grundlagen einer Global Governance. VSA, Hamburg 2003, ISBN  978-3-89965902-3.
- Zusammen mit Martin Kutscha: Im Staat der „inneren Sicherheit“. Polizei, Verfassungsschutz, Geheimdienste, Datenkontrolle im Betrieb. Röderberg-Verlag, Frankfurt am Main 1981, ISBN 3-87682-739-6.

### Herausgeberschaften
- Völkerrecht statt Machtpolitik – Beiträge für Gerhard Stuby. VSA, Hamburg 2004, ISBN 978-3-89965-089-1.
- Zusammen mit Eckart Spoo, Rainer Butenschön: Demokratie – wo und wie? VSA, Hamburg 2002, ISBN 3-87975-849-2.
- Zusammen mit Joachim Hoesler, Gerhard Stuby, Johannes Klotz: Der gerechte Krieg? Neue NATO-Strategie, Völkerrecht und die Westeuropäisierung des Balkans. Donat, Bremen 2000, ISBN 978-3-93173763-4.
- Zusammen mit Martin Kutscha: Totalerfassung. „Sicherheitsgesetze“, Volkszählung, neuer Personalausweis, Möglichkeiten der Gegenwehr. Pahl-Rugenstein, Köln 1986, ISBN 978-3-7609-1053-6.

### Beiträge und Gutachten
- Drohnen und Völkerrecht. In: Peter Strutynski (Hrsg.): Töten per Fernbedienung. Kampfdrohnen im weltweiten Schattenkrieg. Promedia, Wien 2013, ISBN 978-3-85371-366-2, S. 19–33.
- Empire oder (Neo-) Imperialismus? Erleben wir ein zweites „amerikanisches Jahrhundert“? In: Die Planung weltweiter Interventionskriege, das Völkerrecht und die Zukunft der Menschheit. Beiträge zum 13. Dresdner Friedenssymposium am 12. Februar 2005. (Hrsg.) Dresdener Studiengemeinschaft Sicherheitspolitik (DSS) e. V.: DSS-Arbeitspapiere, Dresden 2005, Heft 74, S. 8–22.
- In Sachen Afghanistan-Krieg, Bundeswehreinsatz und Völkerrecht. Gutachten für die AG Friedensforschung, Frankfurt am Main 2001.[26]